# 애마부인 5
"애마부인 5"(Madame Emma 5)는 한국에서 제작된 석도원 감독의 1991년 에로 영화이다. 소비아 등이 주연으로 출연하였고 최춘지 등이 제작에 참여하였다.

## 출연

### 주연
- 소비아
- 최동준

### 조연
- 전혜성
- 김호진
- 연현철
- 민희
- 이정열
- 신진희
- 정영국

## 기타
- 원작자: 이문웅
- 제작총지휘: 김준후
- 촬영부: 김기덕
- 촬영부: 박해충
- 촬영부: 선상재
- 촬영부: 박종수
- 조명: 강광호
- 조명부: 이주생
- 조명부: 조대영
- 조명부: 유철
- 조명부: 김형철
- 스틸: 노기흘
- 조연출: 권홍진
- 조연출: 김정훈
- 조연출: 홍성원
- 스크립터: 박윤경
- 녹음: 김경일
- 미술: 도용우
- 현상: 세방현상소
- 효과: 양대호